# Katelyn Pippy
Katelyn Pippy (née le 12 avril 1993 à Moon Township en Pennsylvanie) est une actrice américaine, connue pour son rôle d'Emmalin Holden dans la série télévisée American Wives. Elle est la fille du sénateur de Pennsylvanie John Pippy (en) et de la femme d'affaires Kathy Pippy. Joueuse de hockey sur glace qualifiée, dans la série American Wives, l'actrice fait aussi du sport. Elle a une relation amoureuse avec Richard Bryant (en), son partenaire dans American Wives.

## Filmographie
- 2025 : The Rookie : Le Flic de Los Angeles : Drew Davis (saison 7, épisode 5)
- 2011 : Cheryl Snow : Diana Turner
- 2008-2012 : American Wives : Émeline Holden (saison 2 à 6)
- 2007 : The Haunting Hour Volume One: Don't Think About It : Erin
- 2007 : Small Avalanches : Nancy
- 2007 : Alibi : Christie Winters jeune
- 2006 : La Vie de palace de Zack et Cody : Sophia (saison 2, épisode 2)
- 2006 : Maybe It's In the Water : Margine
- 2005 : Monk : la jeune Sherry (saison 4, épisode 8)